# 아인슈타인의 예언
‘아인슈타인의 예언(일본어: アインシュタインの予言)’이란 알베르트 아인슈타인이 발언한 것으로 인터넷에 유포되어 있는 약 300자로 구성된 문서를 말한다. 2006년 기준으로, 도쿄 대학교의 독문학 교수 나카자와 히데오가 발표한 내용에 따르면, 아인슈타인이 이 내용을 발언했다는 증거는 없으며, 도시전설 또는 괴소문의 일종으로 여겨진다.

## 개요
이 문장의 첫출현은 명확하지는 않지만, 1950년대까지 거슬러 올라간다. 문서의 내용은 일본의 천황제를 비롯하여, 근대일본을 극도로 칭찬,미화하는 내용으로 구성되어 있다. 주요 내용은 인류가 극도로 발전하면 그 과정에서 전쟁 등의 분쟁이 일어나고, 그 전쟁으로 세계가 모두 만신창이가 된후 평화가 다시 도래하며, 세계의 패권은 아시아로 넘어오고, 일본의 그 아시아의 정점에 있다고 한 후에 일본의 존재에 대해 신에게 감사한다, 라고 하는 내용이다.
이 문장은 인터넷상에서도 간혹 인용되며, 일본의 애국심을 호소하는 명문장으로까지 칭송되어 《세기의 위인이 보내온 일본찬사의 지언 33선》등의, 그러나 나카자와 히데오의 발표에 따르면, 첫 기록으로 생각되는 1956년의 자료에 로렌츠 폰 슈타인이라는 독일인 법률학자가 이 발언을 한 것으로 소개되어 있고, 이것이 유포 과정에서 인지도가 훨씬 높은 알베르트 아인슈타인의 발언으로 바뀐 듯하다. 로렌츠 폰 슈타인은 메이지 헌법 성립에 많은 영향을 미친 사람이기도 하다. 그러나 슈타인의 강의록에도 이러한 발언은 기록되어 있지 않고, 더욱 거슬러올라가 1928년에 종교연구가인 다나카 치가쿠가《일본이란 어떤 나라인가》라는 책속에서 이 내용과 매우 흡사한 기술을 남기고 있다. 나카자와 히데오는 바로 이 다나카 치가쿠의 창작으로 생각하고 있다.

### 기타
알베르트 아인슈타인에 대해서는 그가 만년에 일본의 철학자인 시노하라 세이에이와 편지를 주고 받은 사실이 알려져 있다. 처음에 시노하라가 보낸 내용은 아인슈타인의 상대성이론을 바탕으로 원자폭탄이 개발된 것, 또는 제2차 세계 대전 중에 당시 미국 대통령인 프랭클린 루스벨트에게 원자폭탄 개발을 촉구하는 서신을 보낸 것, 또한 나치 독일을 증오한 아인슈타인의 태도가 평화주의자로서 있을 수 없는 것이라는 등의 비판적 내용이었다.
이러한 비판에 대하여 아인슈타인은 스스로를 평화주의자인 것은 아니라고 밝힌 후에(아인슈타인 자신이 유대인이므로) 나치 독일에 대한 공격은 정의로운 행동이라고 자신을 변호하였고, 또한 원자폭탄에 대해서도 시노하라에게 “당신은 일본 국민으로서 일본의 아시아 침략에 대한 책임이 있다”라고 반론하였다. 또한 일본에 대한 원자폭탄 공격에 대해서는 자신이 일본에 대한 원폭투하를 막을 수 있는 권한이 없었음을 들어 해명하고 있다. 그는 또한 “상대를 비판하고 싶으면 그 상대에 대해서 잘 알아보고 나서 비판하라.”라는 취지의 글을 남겼다. (“나의 방정식은 원자폭탄과는 아무런 관련이 없다”라고 쓰여 있었다고 한다)
이렇게 격렬한 비판을 주고 받았던 두 사람은 나중에 화해하여 그 후에는 근황을 주고 받는 편지나 선물 등을 교환했다고 한다. 2001년에 시노하라는 병으로 사망하였고, 2005년에는 유족들이 그들이 주고 받았던 서신을 전문가를 통하여 기증하고 싶다고 발표한 바가 있다. 아인슈타인의 자필 서신은 일본 국내에서는 거의 남아 있지 않아서, 이 서신 교환을 통해 남겨진 6통의 편지는 귀중한 사료적 가치가 있는 것으로 평가받고 있다.